# Thiago Fragoso
Thiago Neves Fragoso (Rio de Janeiro, 1 de novembro de 1981) é um ator e cantor brasileiro. Iniciou a carreira teatral em 1989, ainda aos oito anos, em um grupo de teatro amador na Tijuca, no Rio de Janeiro.

## Biografia
Aos onze começou carreira profissional com o musical Os Sinos da Candelária, baseado no massacre de meninos de rua na igreja carioca em 1993. Desde então não parou mais. Sua formação passou por duas companhias teatrais no Rio onde trabalhou com clássicos do teatro brasileiro e mundial; em 2003 e 2004 foi convidado a participar como esquete convidada do Circuito Carioca de Esquetes; em 2001 teve um espetáculo selecionado para a mostra "Fringe" do Festival de Teatro de Curitiba; fez inúmeros workshops e cursos de formação de voz, corpo, interpretação, dança e canto com diversos profissionais como Amir Haddad, Luis Melo, Leila Mendes, Marilena Bibas, Juliana Carneiro da Cunha, Michel Bercovitch e Felipe Abreu em instituições diversas como Uni-Rio, Casa de Arte das Laranjeiras, Studio Escola de Atores, dentre outras.
Sua estreia na televisão se deu através da série Confissões de Adolescente, da qual participou interpretando o personagem Léo. Depois fez sua estreia na Rede Globo, em 1996, vivendo Carlos Alfredo em Malhação de Verão. No mesmo ano, também esteve na novela Perdidos de Amor, da TV Bandeirantes, na qual foi Guilherme.
Fez intercâmbio para os Estados Unidos em 1998 e morou durante um ano no Alabama, onde se formou na Lamar County High School. O ator teve aulas de literatura americana e inglesa e até hoje é capaz de declamar trechos de Macbeth, de Shakespeare, em inglês. Participou de duas peças teatrais em um grupo de artes dramáticas escolar e ganhou o prêmio de "Melhor Ator do Ano" na cerimônia de graduação. Sua estreia no cinema ocorreu em 2001, com o filme A Partilha, baseado na obra de Miguel Falabella e dirigido por Daniel Filho.
Em 2001 até 2002 foi "Fernando Escobar (Nando)" na telenovela da Globo de Glória Perez "O Clone".

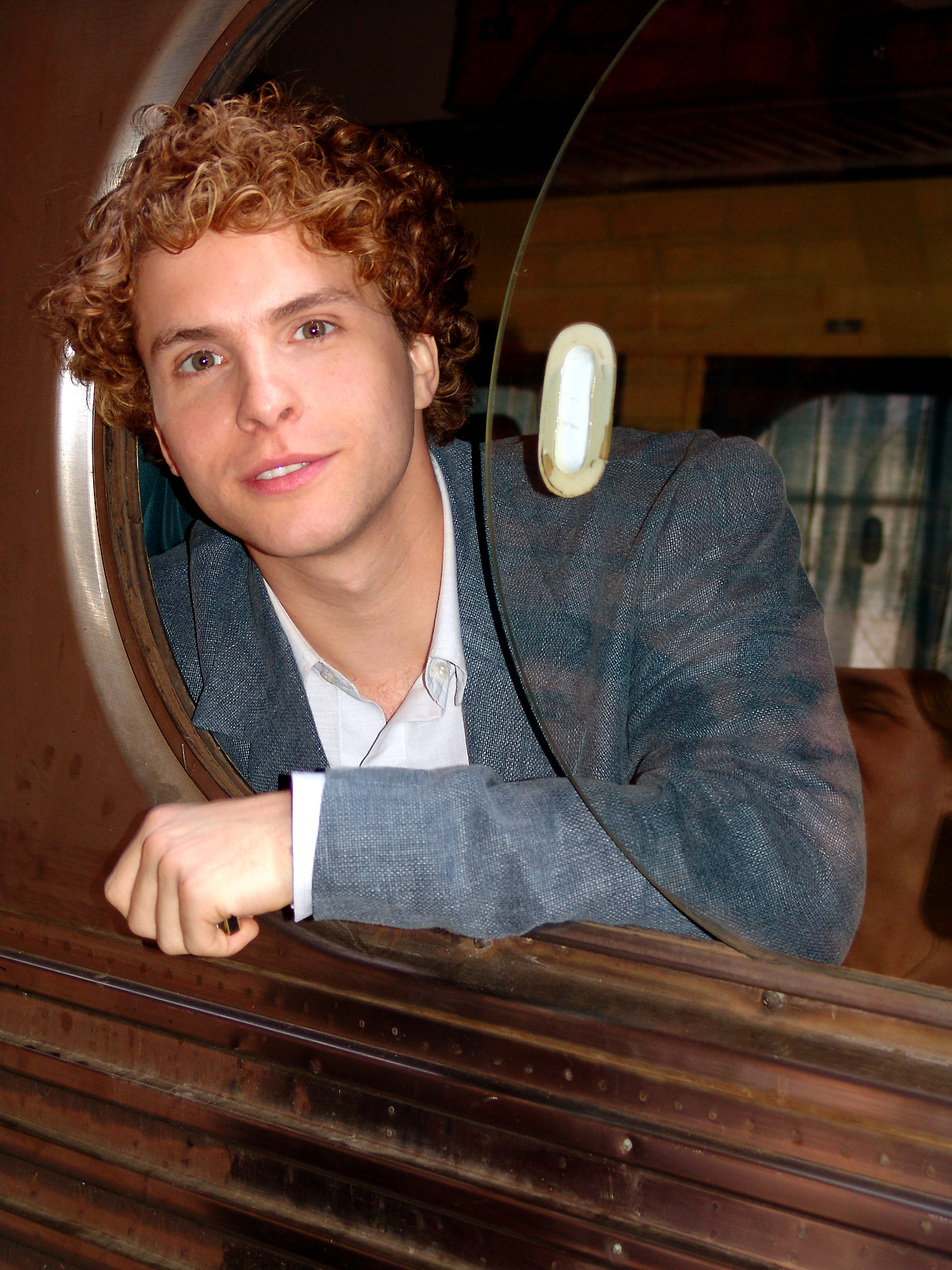
Thiago em 2006, durante as gravações da novela O Profeta.

Em 2003 viveu Estevão, um oficial da guarda imperial que se apaixonou por Rosário (Mariana Ximenes), sobrinha de Bento Gonçalves (Werner Schünemann) em A Casa das Sete Mulheres. Seu primeiro protagonista da televisão foi na telenovela O Profeta, na Globo, remake de telenovela homônima, onde interpretou Marcos, um jovem com poderes premonitórios com forte ambição. Esse personagem foi criado por Ivani Ribeiro com outro nome: Daniel. Com este personagem, venceu na categoria "Melhor Ator" no Prêmio Contigo 2007 e também ganhou na categoria "Par Romântico". Em 2007 fez a dublagem da versão em português da personagem Linguini do filme de animação da Walt Disney Pictures e Pixar, Ratatouille. Gravou uma música e clipe para a versão brasileira do CD/DVD da trilha sonora do filme High School Musical 2, ao lado de Itauana Ciribelli, que se chama "Você é a Música em Mim" (versão de "You Are the Music In Me"). A versão fez tanto sucesso que acabou sendo retransmitida nos canais Disney de todo o mundo.
Thiago Fragoso protagonizou no ano de 2010 cenas emocionantes ao lado de Adriana Esteves na minissérie Dalva e Herivelto: uma Canção de Amor, onde viveu o cantor Pery Ribeiro, filho de Dalva de Oliveira e Herivelto Martins. Em 2011, Thiago Fragoso atuou num dos papéis centrais da telenovela das 18 horas, "Araguaia" e antes mesmo de terminar a produção, recebeu o convite para dar vida a Márcio Hayalla, um dos protagonistas da telenovela O Astro. No segundo semestre de 2012, o ator interpretou o advogado Edgar Vieira em Lado a Lado, compondo o quarteto protagonista da novela juntamente com Marjorie Estiano, Lázaro Ramos e Camila Pitanga. Para a composição de Edgar, Thiago fez escova nos cabelos e frequentou casas de chá inglesas, de modo que pudesse absorver a elegância que lhe era exigida pelo personagem do início do século XX.
Poucos meses após o término de Lado a Lado, Thiago voltou ao horário nobre interpretando o personagem  "Niko" em Amor à Vida. O personagem ficou marcado por realizar o primeiro beijo entre um casal homossexual masculino em uma telenovela da Rede Globo, juntamente com Mateus Solano. Em 2014, é anunciado ao lado de Camila Pitanga como protagonista de Babilônia, no papel do advogado Vinícius.
Em 2016, Fragoso interpretou o ex-jogador de vôlei Caio em Malhação.
Ainda em 2017, entrou na segunda fase da novela das 9, O Outro Lado do Paraíso, de autoria de Walcyr Carrasco, para ser um dos protagonistas.
Foi anunciado também como um dos protagonistas da produção brasileira da ópera-rock American Idiot com a direção de Mauro Mendonça Filho. Ao seu lado estarão Beto Sargentelli, Nando Brandão e Di Ferrero.

### Acidente
Em 28 de janeiro de 2012, Thiago e Danielle Winits sofreram um acidente durante apresentação do musical Xanadu dirigido por Miguel Falabella, em cartaz no Rio de Janeiro. Sofreram uma queda de cerca de cinco metros de altura quando encenavam um voo no musical e os quatro cabos de aço que os sustentavam se romperam. Eles atingiram três mulheres que estavam na plateia que sofreram ferimentos. Danielle sofreu um corte na boca e Thiago teve fraturas múltiplas em seis costelas, perfuração de pulmão (hemopneumotórax), dilaceração de músculos intercostais e paravertebrais, dilaceração de diafragma, fratura de uma vértebra na região lombar, lesão no fígado e hemorragia interna. O ator precisou passar por uma cirurgia onde recebeu três próteses de titânio nas costelas e teve o diafragma e os músculos intercostais reconstituídos. Na mesma época o ator havia sido convidado para fazer uma participação especial nos últimos capítulos da novela A Vida da Gente como Gabriel, e inclusive já havia gravado algumas cenas do personagem. Porém, devido ao imprevisto, o ator foi substituído por Eriberto Leão, que regravou as cenas.

## Vida pessoal
É casado com a atriz Mariana Vaz, com quem tem um filho, Benjamin Vaz Fragoso, nascido no dia 1.º de fevereiro de 2011, mesmo dia do aniversário da esposa. Durante a pandemia de Covid-19, o ator foi pai de Martin, em 2 de maio de 2020. Tem uma banda chamada Poesia de Gaia, da qual é vocalista. Tem um irmão chamado Rodrigo, que também é cantor. Seus hobbies incluem natação, corrida, musculação, jogar videogame e assistir séries na TV. Seu autor favorito é William Shakespeare e é torcedor do Fluminense.

## Filmografia

### Televisão
| Ano  | Título                                | Personagem                          | Nota                                                   |
| ---- | ------------------------------------- | ----------------------------------- | ------------------------------------------------------ |
| 1994 | Confissões de Adolescente             | Léo                                 | Episódio: "A Eleição"                                  |
| 1996 | Malhação de Verão                     | Carlos Alfredo (Ciei)               |                                                        |
| 1996 | Perdidos de Amor                      | Guilherme                           |                                                        |
| 2001 | Estrela-Guia                          | Bernardo Lima                       |                                                        |
| 2001 | O Clone                               | Fernando Escobar (Nando)            |                                                        |
| 2002 | A Turma do Didi                       | Thiago                              | Episódio: "10 de novembro"                             |
| 2003 | A Casa das Sete Mulheres              | Capitão Estevão Duarte              |                                                        |
| 2003 | Agora É que São Elas                  | Rodrigo Ramos Zabelheira de Sá      |                                                        |
| 2003 | Especial Chico Anysio                 | Repórter                            | Episódio: "4 de maio"                                  |
| 2003 | Sexo Frágil                           | Soraya / Ana Paula                  | Episódio: "Já Não Somos os Mesmos"                     |
| 2004 | Senhora do Destino                    | Alberto Pedreira                    |                                                        |
| 2005 | Sítio do Picapau Amarelo              | Rabicó (humano)                     | Episódios: "1–13 de junho"                             |
| 2006 | Dança dos Famosos                     | Participante                        | Temporada 2                                            |
| 2006 | O Profeta                             | Marcos de Oliveira                  |                                                        |
| 2007 | Toma Lá, Dá Cá                        | Ícaro Mojave                        | Episódio: "A Classe Média vai ao Paraíso"              |
| 2008 | Guerra e Paz                          | Alcinho                             | Episódio: "Piloto" Episódio: "Velozes e Infiéis"       |
| 2008 | Casos e Acasos                        | Felipe                              | Episódio: "Piloto"                                     |
| 2008 | Casos e Acasos                        | Cláudio                             | Episódio: "O Desejo Escondido"                         |
| 2008 | Faça Sua História                     | Thiago                              | Episódio: "Olho de Sogra"                              |
| 2008 | Negócio da China                      | Diego Dumas Fontanera               |                                                        |
| 2010 | Dalva e Herivelto: Uma Canção de Amor | Pery Ribeiro                        |                                                        |
| 2010 | Na Forma da Lei                       | Eduardo Moreno                      | Episódio: "Justiça Tardia"                             |
| 2010 | Araguaia                              | Vitor Villar                        |                                                        |
| 2011 | O Astro                               | Márcio Hayalla                      |                                                        |
| 2012 | Lado a Lado                           | Edgar Lemos Vieira                  |                                                        |
| 2013 | Amor à Vida                           | Nicolas Corona (Niko)               |                                                        |
| 2015 | Babilônia                             | Vinícius Teixeira Casagrande        |                                                        |
| 2016 | Malhação: Pro Dia Nascer Feliz        | Caio Monteiro                       | Temporada 24                                           |
| 2017 | Popstar                               | Participante                        | Temporada 1                                            |
| 2017 | O Outro Lado do Paraíso               | Patrick Junqueira                   |                                                        |
| 2018 | Espelho da Vida                       | Luan Gomes                          | Episódio: "12 de outubro"                              |
| 2020 | Detetives do Prédio Azul              | Gylon                               | Episódio: "Uma Fria"                                   |
| 2020 | Salve-se Quem Puder                   | Alan Máximo                         |                                                        |
| 2022 | The Masked Singer Brasil              | Participante (Camaleão) / Finalista | Temporada 2                                            |
| 2022 | Cara e Coragem                        | Ele mesmo                           | Episódio: "11 de junho"                                |
| 2022 | Travessia                             | Carlos Henrique Junqueira (Caíque)  |                                                        |
| 2023 | Compro Likes                          | Mister Brendon                      | Episódio: "#BasicBroWagner" Episódio: "#WagnerOficial" |
| 2025 | Tributo                               | Ele mesmo                           | Episódio: "Walcyr Carrasco"                            |

### Cinema
| Ano  | Título                                     | Papel                  | Nota           |
| ---- | ------------------------------------------ | ---------------------- | -------------- |
| 2001 | A Partilha                                 | Maurício               |                |
| 2002 | Xuxa e os Duendes 2 - No Caminho das Fadas | Elfo Dáfnis            |                |
| 2003 | Foliar Brasil                              | Lucas Ajuricaba        |                |
| 2004 | Um Show de Verão                           | Fred                   |                |
| 2006 | Irma Vap - O Retorno                       | Leonardo Aguiar        |                |
| 2006 | Trair e Coçar É Só Começar                 | Carlos Alberto         |                |
| 2007 | Caixa Dois                                 | Henrique               |                |
| 2007 | Ratatouille                                | Alfredo Linguini (voz) | Dublagem       |
| 2009 | Ouro Negro - A Saga do Petróleo Brasileiro | Pedro Gosch            |                |
| 2011 | Mentiras Sinceras                          |                        |                |
| 2012 | A Origem dos Guardiões                     | Jack Frost (voz)       | Dublagem       |
| 2013 | A Primeira Noite do Resto de Nossas Vidas  | Pedro                  | Curta-metragem |
| 2017 | Doidas e Santas                            | Alex                   |                |
| 2019 | O Galã                                     | Júlio Bastos           |                |
| 2023 | Medusa                                     | Pastor Guilherme       |                |
| 2024 | Kali                                       | Junior                 |                |
| 2024 | De Pai Para Filho                          | Carlos                 |                |
| 2024 | Atena                                      | Carlos                 |                |

## Discografia
| Ano  | Título                   | Outros artistas   | Álbum                 |
| ---- | ------------------------ | ----------------- | --------------------- |
| 2007 | "Você é a Música em Mim" | Itauana Ciribelli | High School Musical 2 |

| Ano  | Título     | Videoclipe | Álbum                     |
| ---- | ---------- | ---------- | ------------------------- |
| 2019 | "Recomeço" | Não        | Adicionado à nenhum álbum |

## Teatro
| Ano  | Título                                | Papel           |
| ---- | ------------------------------------- | --------------- |
| 1994 | Os Sinos da Candelária                | Russinho        |
| 1998 | Romeu e Julieta                       | Romeu           |
| 1999 | Poemas com Problemas                  | ladrão          |
| 2000 | O Último Suspiro da Palmeira          | Tiago           |
| 2000 | O Beijo no Asfalto                    | Werneck         |
| 2001 | Paixão Cheia de Nós                   | Hacker          |
| 2001 | O Despertar da Primavera              | Melchior Gabor  |
| 2003 | Eu, Você e Ninguém                    | João            |
| 2003 | Repersolos                            | Homem           |
| 2004 | A Missão Secreta de Tom Rilver        | Tom Rilver      |
| 2005 | Veneza                                | Tonho           |
| 2006 | Como o Diabo Gosta                    | Tulipa          |
| 2007 | Sua Excelência, o Candidato           | Orlando         |
| 2009 | Rock N'Roll                           | Jan             |
| 2010 | Mente Mentira - A Lie of the Mind     | Frankie         |
| 2012 | Xanadu                                | Sonny Malone    |
| 2016 | As Benevolentes – Uma Anatomia do Mal | Maximillian Aue |
| 2016 | Garota de Ipanema - O Amor é Bossa    | Zeca            |
| 2024 | Dois de Nós                           | Pepê            |

## Prêmios e indicações
| Ano  | Prêmio                              | Categoria                                  | Trabalho                              | Resultado |
| ---- | ----------------------------------- | ------------------------------------------ | ------------------------------------- | --------- |
| 2002 | Prêmio Austregésilo de Athayde      | Melhor Ator Revelação                      | O Clone                               | Venceu    |
| 2004 | Prêmio Contigo! de TV               | Melhor Par Romântico (com Mariana Ximenes) | A Casa das Sete Mulheres              | Indicado  |
| 2007 | Prêmio Contigo! de TV               | Melhor Par Romântico (com Paolla Oliveira) | O Profeta                             | Venceu    |
| 2007 | Prêmio Contigo! de TV               | Melhor Ator                                | O Profeta                             | Indicado  |
| 2010 | Prêmio Qualidade Brasil             | Melhor Ator Coadjuvante em Minissérie      | Dalva e Herivelto: uma Canção de Amor | Indicado  |
| 2012 | Prêmio Quem de Televisão            | Melhor Ator                                | Lado a Lado                           | Indicado  |
| 2013 | Prêmio Extra de Televisão           | Melhor Ator                                | Lado a Lado                           | Indicado  |
| 2013 | Prêmio Contigo! de TV               | Melhor Ator                                | Lado a Lado                           | Indicado  |
| 2013 | Melhores do Ano                     | Melhor Ator Coadjuvante                    | Amor à Vida                           | Venceu    |
| 2014 | Prêmio Contigo! de TV               | Melhor Ator Coadjuvante                    | Amor à Vida                           | Venceu    |
| 2016 | Prêmio Geração Glamour              | Guapo do Ano                               | Ele mesmo                             | Venceu    |
| 2016 | Prêmio Aplauso Brasil               | Melhor Ator                                | As Benevolentes – Uma Anatomia do Mal | Indicado  |
| 2021 | Festival do Rio                     | Melhor Ator Coadjuvante                    | Medusa                                | Indicado  |
| 2024 | Los Angeles Brazilian Film Festival | Melhor Ator                                | Atena                                 | Indicado  |